# Biggie and Tupac
Pour plus de détails, voir Fiche technique et Distribution.
Biggie and Tupac est un documentaire en anglais réalisé en 2002 par le Britannique Nick Broomfield et qui au cours d'interviews relate les différents problèmes qui ressortent des enquêtes sur les meurtres de Tupac Shakur et The Notorious B.I.G.

## Contenu du documentaire
Le réalisateur centre son reportage sur la thèse d'un complot du gouvernement. Selon lui, les enquêtes bâclées sur les deux assassinats révèleraient la corruption des autorités, l'influence et la possible implication de Suge Knight, de la police de Los Angeles et du FBI.
Bien que, dans le film, il n'accuse pas explicitement Suge, lors d'une interview à la BBC le 7 mars 2005, à la question « Qui a tué Tupac ? », Broomfield déclare : « Le grand type à côté de lui dans la voiture… Suge Knight ».

## Fiche technique
- Réalisation : Nick Broomfield
- Musique : Christian Henson
- Photographie : Joan Churchill
- Montage : Mark Atkins et Jaime Estrada Torres
- Production : Nick Broomfield, Michele d'Acosta, Georgea Blakey (exéc.), Barney Broomfield (exéc.)
- Distribution :  Lions Gate Films -  Eurozoom
- Pays :  Royaume-Uni
- Langue : anglais
- Dates de sortie :
  -  Royaume-Uni : 24 mai 2002
  -  France : 26 mars 2003

## Personnalités présentes dans le documentaire
- The Notorious B.I.G. (archives vidéo)
- Tupac Shakur (archives vidéo)
- Nick Broomfield
- Russell Poole
- David Hicken
- Billy Garland
- Violetta Wallace, la mère de Biggie
- Mopreme
- Kevin Hackie
- Reggie Wright Sr.
- Frank Alexander
- Sonia Flores
- Marshall Bigtower
- Don Seabold
- Mark Hyland
- Lil' Cease
- Marion "Suge" Knight
- Joe Clair (archives vidéo)
- Sean "P. Diddy" Combs (archives vidéo)
- Gene Deal
- Snoop Dogg (archives vidéo)
- Kidada Jones (archives vidéo)
- Rafael Perez (archives vidéo)
- Dan Quayle (archives vidéo)
- Afeni Shakur, la mère de Tupac (archives vidéo)
- Mike Tyson (archives vidéo)

## Autour du film
- Le film a été présenté au Festival de Sundance le 11 janvier 2002, dans la section documentaire.
- Le premier distributeur du film s'est retiré de peur de subir les foudres du Label discographique Death Row Records, réputé pour ses méthodes "douteuses". De plus, une caméra-woman a refusé de suivre le réalisateur Nick Broomfield lors d'un interview en prison avec Suge Knight[2].
- Le réalisateur avait déjà réalisé un film documentaire assez similaire en 1998 : Kurt and Courtney, qui revenait sur le couple Courtney Love-Kurt Cobain et sur les causes de la mort de ce dernier.